# Gutenstein-Formation

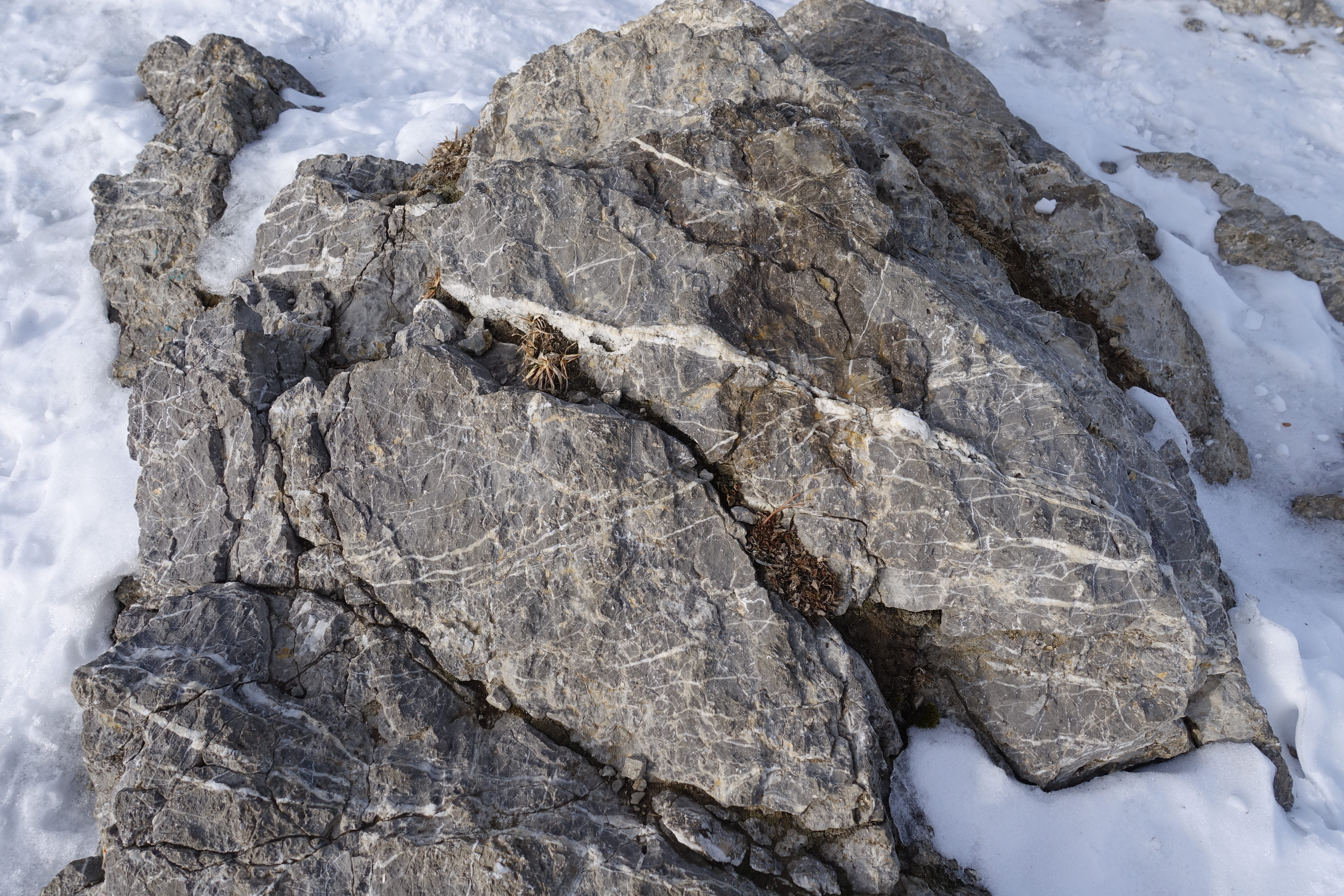
Gutenstein-Formation am Gipfel des Kasbergs

Die Gutenstein-Formation,  oder die Gutensteiner Schichten, ist eine lithostratigraphische Formation der mittleren Trias in den Nördlichen Kalkalpen und den Ostalpinen Decken der Südlichen Kalkalpen. Benannt ist sie nach Gutenstein im Piestingtal in Niederösterreich.

## Geschichte
Der Begriff Gutensteiner Kalk wurde 1853 durch Franz von Hauer geprägt. Die Abgrenzung der Formation war in der Literatur lange uneinheitlich. Teilweise wurden alle geschichteten anisischen Kalke und Dolomite bis auf die der Reifling-Formation als Gutensteiner Kalk bezeichnet.

## Definition und Verbreitungsgebiet

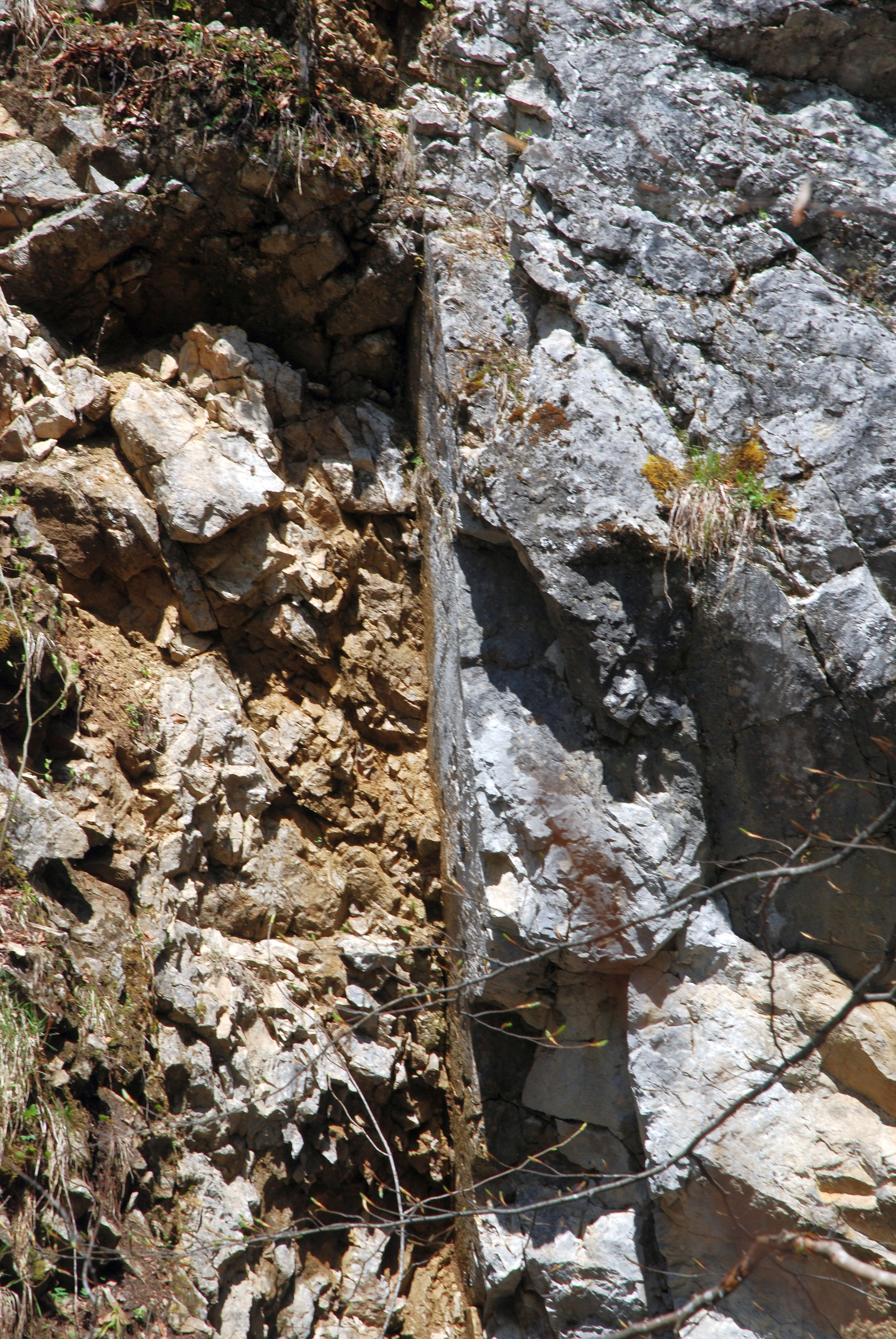
Reifling-Formation (links) und Gutenstein-Formation (rechts), Reichraminger Hintergebirge

Die Gutenstein-Formation umfasst schwarze, graue und braune, bituminöse Kalke mit meist dünner Schichtung, weißen Calcitadern und auch dolomitischen Einschaltungen. Alexander Tollmann unterscheidet zwei Hauptfaziestypen: Einen Algen-Biosparit, der in geringer Tiefe in bewegtem Wasser gebildet wurde und einen Mikrit, der in etwas größerer Tiefe entstanden ist. Die Formation ist in den Nördlichen Kalkalpen, im zentralalpinen ostalpinen Mesozoikum und in den geologisch zu den Ostalpen gehörenden Teilen der südlichen Kalkalpen zu finden, wie etwa im Drauzug. Sie wird von der Reichenhall-Formation unterlagert und von der Reifling-Formation sowie der Wettersteinkalk-Formation überlagert. Sie kann, mit Ausnahme der basalen Teile, von der Steinalm-Formation ersetzt werden. Die Gutenstein-Formation erreicht in der Nähe des Ötschers laut Tollmann eine maximale Mächtigkeit von etwa 250 Metern, meist liegt sie aber deutlich darunter, etwa bei 100 Metern. Im Bereich der Hallstätter- und Berchtesgadener Fazies ist die Mächtigkeit noch einmal deutlich geringer. Chamanara ermittelte für die Gutenstein-Formation im östlichen Karwendel eine Mächtigkeit von 331,5 Metern.
In den Lienzer Dolomiten, im Drauzug, den nördlichen Karnischen Alpen, in Vorarlberg und Tirol gibt es auch die Bezeichnung Virgloria-Formation (nach einem Zubringer der Meng im Rätikon). Mit dieser Unterscheidung sollen stark verwühlte Kalke und Laminite einer Flachwasserfazies von Gutensteiner Schichten einer Tiefwasserfazies abgetrennt werden.

## Zeitlicher Umfang
Nach Tollmann reicht die Formation bis zum Ende des Mittleren Anis empor, die Basisschichten datiert er in den Bereich der Grenze zwischen Unterer- und Mittlerer Trias.

## Unterteilung
Hamid Chamanara unterteilt die Gutenstein-Formation im östlichen Karwendel in zwei Members, nämlich in einen Plattenkalk und einen Bankkalk. Beim Plattenkalk-Member handelt es sich um dunkle Kalke und Dolomite, die in Wechsellagerung mit Rauwacken auftreten. Hier kommen örtlich auch Wurstelkalke vor, das sind plattlige Kalke mit wulstartigen Unregelmäßigkeiten auf den Schichtoberflächen, die möglicherweise durch Bioturbation entstanden sind, also durch Tiere, die sich durch das Sediment gewühlt haben. Bei den Bankkalken handelt es sich um graue oder dunkelgraue, im dezimeter- bis meterbereich gebankte Abfolgen.
Tollmann trennt von den im Allgemeinen dünnbankigen Gutensteiner Kalken den dickbankigen und etwas helleren Annaberger Kalk ab, der eine reiche Brachiopoden-Fauna besitzt. Die Mächtigkeit dieser Kalke erreicht laut Tollmann im Westteil der Nördlichen Kalkalpen etwa 100 Meter, im Ostteil etwa 40 Meter.

## Fossilführung
Relativ häufig finden sich Crinoiden, weiters Brachiopoden, wie etwa im Karwendel oder am Kasberg in Oberösterreich. Eine sehr reiche Ammonitenfauna ist vom Rahnbauernkogel bei Großreifling im Ennstal bekannt. Im Gegensatz zur stellenweise sehr reichhaltigen Makrofauna ist die Mikrofauna dürftig. Es finden sich Foraminiferen, Kieselschwamm-Nadeln und selten Conodonten.